# Dirillo
Il Dirillo, chiamato anche Acate, è un fiume della Sicilia sud-orientale ed il suo corso si sviluppa per 54 km. Nasce sui monti Iblei dall'unione dei torrenti Rio Amerillo e Rio Vizzini che nascono rispettivamente nei territori comunali di Monterosso Almo e Vizzini.
Il suo bacino imbrifero si estende per 739,93 km², con altimetria compresa tra 0 e 986 m s.l.m., comprende parte dei liberi consorzi comunali di Caltanissetta, Ragusa e parte della Citta' metropolitana di  Catania. Il principale affluente è il torrente Ficuzza. Nella parte centrale del suo percorso segna il confine tra la citta' metropolitana di Catania e il libero consorzio comunale  di Ragusa. Sfocia nel Canale di Sicilia dove segna il confine tra il libero consorzio comunale di Caltanissetta e quello di Ragusa.

## Storia

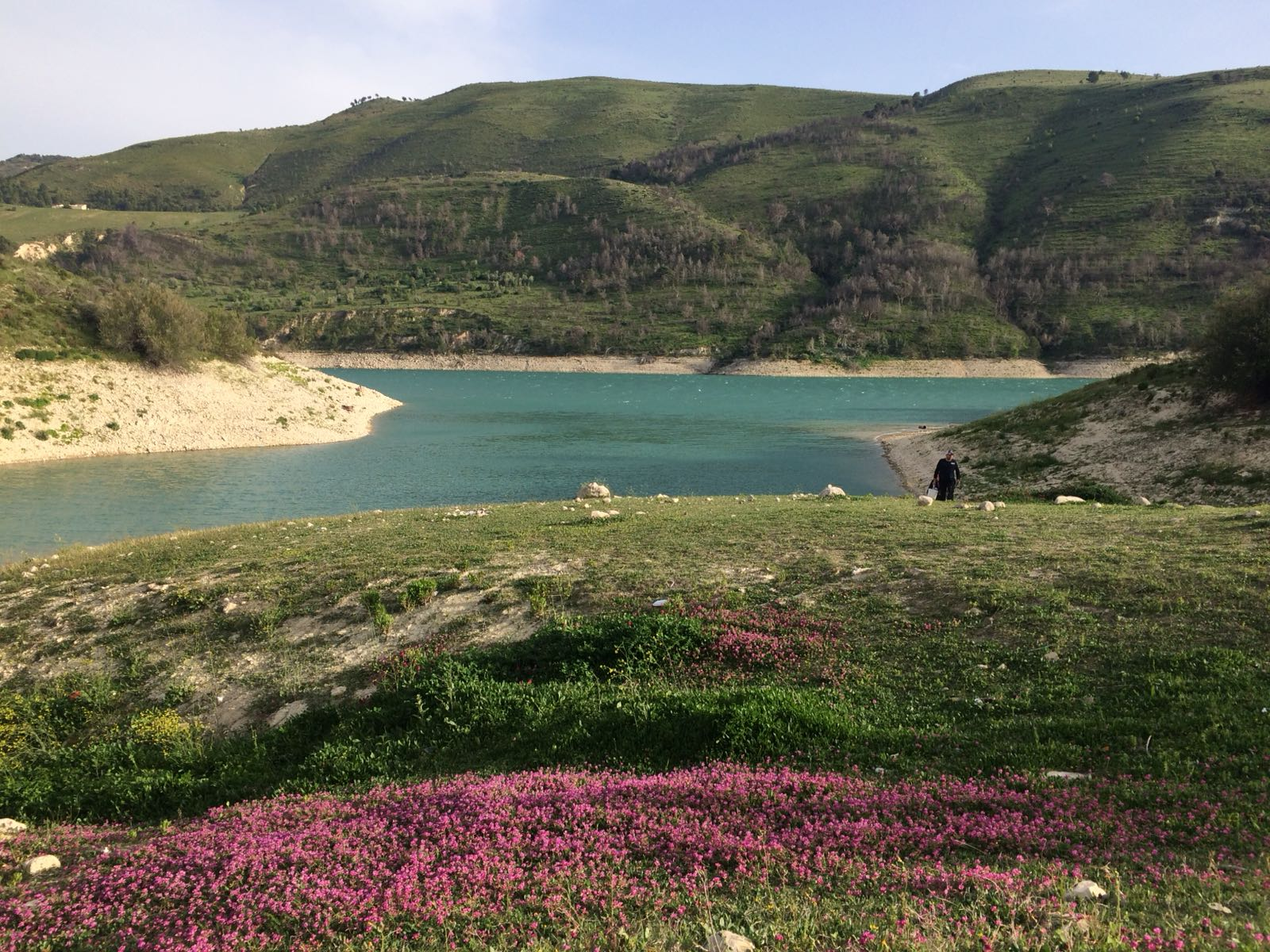
Il bacino artificiale Dirillo.

### Idronimo
Chiamato in epoca romana Achates per la presenza della pietra agata, assunse il nome di Wadi Ikrilu (fiume di Acrille) in epoca araba. Altre denominazioni del Dirillo sono state Mazzarrone e Ragoleto (dal nome della diga sul suo corso).

### Età antica
Lungo la riva sinistra, nel territorio di Chiaramonte Gulfi, scavi archeologici hanno riportato alla luce un l'abitato ellenistico di Scornavacche. Sempre sulla riva meridionale, in territorio della odierna Acate, sorse il casale di Odogrillo o Dirillo di cui rimane solo un grande muro.

### Età moderna
Presso il ponte sulla SS115 costruito sul fiume, tra il 10 ed il 12 luglio 1943, durante la Campagna di Sicilia, è stata combattuta una battaglia tra i soldati italiani della Divisione Livorno e i soldati statunitensi dell'82ª divisione aviotrasportata, che terminò con la vittoria alleata.

### Diga
Negli anni 1950, in territorio di Licodia Eubea, fu realizzato dall'Anic uno sbarramento denominato "Ragoleto" per la creazione di un invaso artificiale a servizio del petrolchimico di Gela. Con lo sbarramento è stato creato il lago Dirillo.

## Ittiofauna
In base ad una ricerca effettuata nel 2006 nel bacino fluviale sono presenti solo specie alloctone :tinca, carpa, rovella, carassio (carassius/auratus), luccio, trota fario, trota iridea, persico trota. Presente nel fiume il latterino mentre alla foce è stata riscontrata la presenza del pesce ago Syngnathus acus entrambi autoctoni.